# Pelican, Wisconsin
Pelican là một thị trấn thuộc quận Oneida, tiểu bang Wisconsin, Hoa Kỳ. Năm 2010, dân số của thị trấn này là 2.677 người.